# Leopardi : Il giovane favoloso
Pour les articles homonymes, voir Leopardi (homonymie).
Pour plus de détails, voir Fiche technique et Distribution.
Leopardi : Il giovane favoloso (titre original : Il giovane favoloso, littéralement « Le jeune homme extraordinaire ») est un film italien écrit et réalisé par Mario Martone, et sorti en 2014.
Le film est présenté en sélection officielle au festival international du film de Venise en 2014.

## Synopsis
Le film retrace la brève vie de l'écrivain et poète italien Giacomo Leopardi. Il donne à entendre ses textes poétiques (dont le célèbre Infini), restitués dans le cadre réel de la demeure des Leopardi à Recanati. Le film suit le "jeune homme fabuleux" à Rome, à Pise, à Florence et enfin à Naples. 
Elio Germano l'incarne ici de sa jeunesse  à la décrépitude d'un homme de quarante ans ravagé par les souffrances morales et physiques.

## Fiche technique
- Titre : Il giovane favoloso
- Réalisation : Mario Martone
- Scénario : Mario Martone, Ippolita Di Majo
- Photographie : Renato Berta
- Montage : Jacopo Quadri
- Musique : Sascha Ring
- Production : Carlo Degli Esposti
- Sociétés de production : Palomar et Rai Cinema
- Sociétés de distribution : 01 Distribution (Italie)
- Pays d’origine : Italie
- Langue : italien
- Durée : 137 minutes
- Genre : Biographique
- Dates de sortie : 
  -  Italie : 1er septembre 2014 (Mostra de Venise 2014) ; 16 octobre 2014 (sortie nationale)
  -  France : 8 avril 2015

## Distribution
- Elio Germano : Giacomo Leopardi
- Isabella Ragonese : Paolina Leopardi
- Anna Mouglalis : Fanny Torgioni Tozzetti
- Michele Riondino : Antonio Ranieri
- Massimo Popolizio : Monaldo Leopardi
- Salvatore Cantalupo

## Distinctions

### Récompenses
- David di Donatello 2015 : 
  - David di Donatello du meilleur acteur pour Elio Germano
  - Meilleur décorateur
  - Meilleur créateur de costumes
  - Meilleur maquilleur
  - Meilleur coiffeur

### Sélections
- Festival international du film de Venise 2014 : sélection officielle